# Jackalope

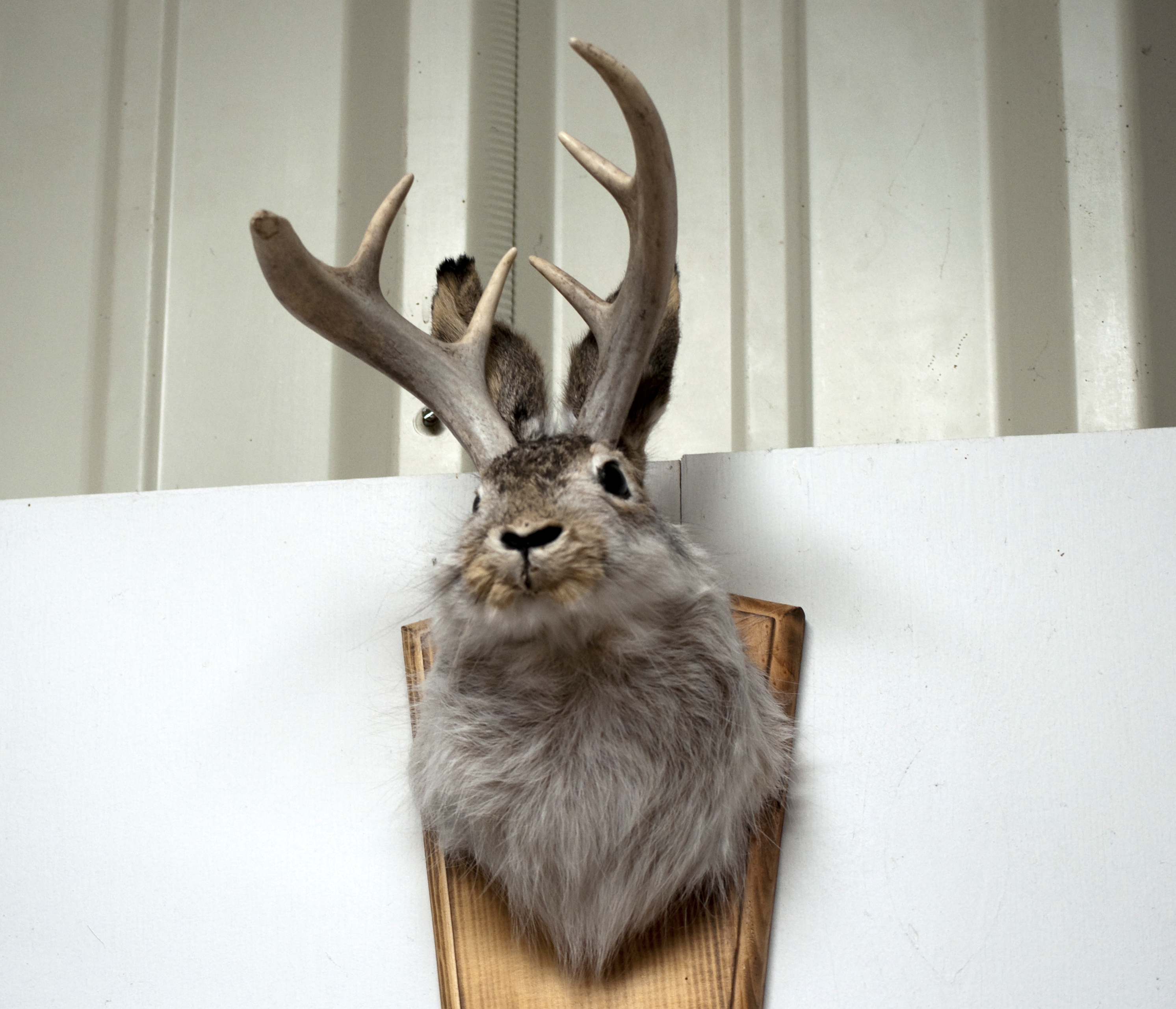
Künstlerische Darstellung eines Jackalope als Wandtrophäe

Die Jackalope, auch Hasenbock genannt, ist ein im Westen der USA populäres Fabeltier, ein Hase (amerikanisch jackrabbit) mit dem Horn eines Gabelbockes (englisch antelope oder veraltet antalope).
Die Legende geht vermutlich auf Sichtungen von Hasen zurück, die aufgrund einer Viruserkrankung (Papillomavirus) hornartige Tumoren an Ohren, Kopf und Körper ausgebildet hatten. Als antelope jack rabbit (deutsch „Antilopenhase“) wird zudem eine im Südwesten der USA vorkommende Hasenart bezeichnet, die durch außergewöhnliche Schnelligkeit und sehr lange Ohren charakterisiert ist, was wiederum die Fantasie beflügelt haben könnte.
In Souvenir-Shops sind Plüschtiere, Postkarten, Becher und T-Shirts mit Jackalope-Motiven erhältlich.

## Andere Fabelwesen
Volkstümliche Fabelwesen mit ähnlichen Eigenschaften gibt es auch in anderen Regionen, deren mythologische Verwandtschaft mit dem Jackalope ungeklärt ist. Beispiele
- Blutschink (Tirol)
- Bunyip (Australien)
- Dahu (Schweiz, Frankreich)
- Dilldapp (Alemannisch und als Dilldappe im Siegerland)
- Wolpertinger (Bayern)
- Elwetritsch (Pfalz)
- Hanghuhn (Thüringen)
- Rasselbock (Thüringen und Sachsen)
- Skvader (Schweden)
- Tatzelwurm (Alpenraum)